# Manuel Prieto Alberca
Manuel Prieto Alberca (Aguilar de la Frontera, Córdoba, 28 de mayo de 1940 - Madrid, 17 de diciembre de 2013) fue doctor Ingeniero Aeronáutico por la Escuela Técnica Superior de Ingenieros Aeronáuticos (1965). Catedrático del área de Expresión Gráfica en la Ingeniería de la Escuela Técnica Superior de Ingenieros Aeronáuticos de Madrid, sus aportaciones en el campo de la Geometría han sido numerosas.

## Biografía
Nacido en el seno de una familia con escasos recursos económicos, Manuel Prieto consiguió en 1956 una beca que le permitió realizar el curso Preuniversitario en Sevilla. Tras terminar los estudios de Ingeniería Aeronáutica en 1965, compaginó la actividad docente en la Escuela Técnica Superior de Ingenieros Aeronáuticos y la Escuela Técnica Superior de Ingeniería de Telecomunicaciones, con el trabajo en la entonces Construcciones Aeronáuticas S.A.. A partir de 1982 se dedica plenamente a la docencia, y en 1991 es investido catedrático del área de Expresión Gráfica en la Ingeniería de la ETSIA de Madrid.
En el año 2004 recibió un homenaje de sus compañeros de docencia en el Ayuntamiento de su localidad natal Aguilar de la Frontera, acto en el que tuvieron presentes el alcalde de la localidad, Francisco Paniagua, así  como el vicerrector de la Universidad de Córdoba.
Manuel Prieto Alberca es autor de alrededor de medio de centenar de libros sobre Matemáticas, Geometría y Mecánica Racional entre otras materias que son considerados como referencias en numerosas escuelas de ingeniería.